# Bruno Gröning
Bruno Gröning (Gdańsk, 1906. május 30. - Párizs, 1959. január 26.) szellemi gyógyító.

## Élete
August és Margarete Gröning negyedik gyermekeként született az akkor Németországhoz tartozó Gdańsk (Danzig) városában. Környezete korán felfigyelt különös képességeire, jelenlétében az állatok megszelídültek, az ideges emberek megnyugodtak, a betegek jobban lettek. Az első világháborúban még gyermekként gyakran felkeresett kórházakat, ahol sebesülteket és betegeket látogatott.
Tizenegy éves korától kereskedelmi iskolába járt, de édesapja döntése alapján ezt félbe kellett hagynia, és az ács szakmát tanulta ki. A záróvizsgáit azonban itt sem tudta letenni, a háborút követő súlyos gazdasági viszonyok között a cég, ahol Gröning tanonckodott, tönkrement és bezárt.
A következő években Bruno Gröning számtalan munkakörben megfordult, közel két éven keresztül saját műbútor- és épületasztalos műhelyt üzemeltetett, majd gyári munkás, táviratkihordó, kikötői munkás és gyengeáramú szerelő a Siemens és Halske cégnél. Az elhelyezkedését nehezítette, hogy Gdańsk városa a háborút követően visszakerült Lengyelországhoz, és a lengyel cégek nem szívesen alkalmaztak németeket, márpedig Gröning német származású volt.
1927-ben házasságot kötött Gertrud Cohnnal, két fiúgyermekük született, Harald (1931) és Günther (1939). Felesége polgári életviszonyok között képzelte el családi életüket, férje nézeteit különcségnek tartotta. Amikor a gyermekek megbetegedtek, férjét nem engedte a közelükbe. Mindkét fiúgyermek 9 évesen, kórházban hunyt el.
1943-ban behívták katonának. Mivel nem volt hajlandó emberre lőni, katonai szolgálatát fegyelmi eljárások kísérték, de végül a hadbíróságot sikerült elkerülnie. Az orosz fronton kétszer is megsebesült, majd 1945 márciusában Hammersteinben fogságba esett. A petrozavodszki fogolytáborba került, itt konfliktusba került a táborvezetéssel, mert a fogolytársainak jobb életkörülményeket kívánt kiharcolni. Mint lázongót főbe akarták lőni, de néhány orosz tiszt az utolsó pillanatban a pártjára állt, és megmenekült. Szabadulása után Gröning családjával Nyugat-Németországba, a hesseni Dillenburgba települt.
Második gyermeke, Günther halála után, 1949-ben elvált a feleségétől. Még ugyanebben az évben egy herfordi mérnök menthetetlennek diagnosztizált fiát meggyógyította, a sajtó érdeklődését felkeltette az eset, és innentől kezdve egyre fokozódó publicitással tárgyalták Gröning működését. A közvélemény mellett azonban a hatóságok is felfigyeltek rá, vizsgálóbizottságokat hoztak létre, majd az észak-rajna-vesztfáliai szociális miniszter beperelte a természetgyógyász-törvény megsértésével vádolva. (A társadalmi vitát jól jelzi, hogy mindeközben a bajor belügyminiszter úgy nyilatkozott, hogy "ingyenes szeretetszolgálat"-nak tekinthető Gröning működése.)
Gyógyításainak híre terjedt az egész világon, betegek tízezrei keresték fel Traberhofban, Münchenben és máshol. Politikusok, egyházi elöljárók és orvosok egyaránt támadták Gröninget, hiába törekedett rá, nem sikerült rendezett körülmények között tevékenykednie, "gyógyítási tilalmat" szabtak ki rá, és minden lehető egyéb módon akadályozták. Az utolsó per még folyamatban volt ellene, amikor 1959-ben elhunyt.

## Tevékenysége
Gröning azt vallotta, hogy semmilyen új tudást nem ad át az embereknek, csak azt, ami mindig is tudható volt, de elfelejtődött. "Tevékenységem csak arra szolgál, hogy minden embert a földön az isteni útra vezessek" - mondta, hozzátéve, hogy az út hirdetését semmilyen felekezet nem sajátíthatja ki.
Előadásaiban olyan pátosztól és oktatástól mentes hitvallásokat fogalmazott meg, amelyek a szellemi erők jelenlétéről szóltak. Nem tekintette magát vezetőnek vagy tanítónak, hanem csupán közvetítőnek.
Az egész létezés, minden megnyilvánulási formájával, egy energiarendszer része, minden létező energiát ad le és vesz fel. Ha energiahiányosak vagy betegek vagyunk, új energiát kell felvennünk, aminek az alapfeltétele a jóságban való hit és az egészség akarása. Az energia egyfolytában körülvesz minket, Gröning ezt "gyógyáramnak" (németül: Heilstrom) nevezte. "A gyógyáramnak Isten az adója és az ember a felvevője."
Gröning a hagyományos (orvosi értelemben) nem kezelte az embereket. Soha nem kérdezte a segélykérőket a betegségük felől, és nem ígért gyógyulást nekik. Paracelsus szavaival azonosulva vallotta, hogy bár minden betegség igen, de nem minden beteg ember gyógyítható. A köszönetnyilvánítást is elhárította, mondván, hogy nem ő gyógyít, és ebből adódóan senkitől nem fogadott el pénzt.

## Hatása
Gröningről rendkívül sokféle, szélsőséges vélekedés született, tartották csodadoktornak, fenoménnak, szélhámosnak és sarlatánnak egyaránt.
Még életében filmet forgattak róla, és egyéb módokon is (írásban, hangfelvételeken) dokumentálták a tevékenységét. Különféle csoportosulások alakultak, amelyek a személyét, illetve tevékenységét igyekeztek támogatni, ezek azonban Gröning halála, 1959 után feloszlottak, és csak néhány ember maradt, akik a szellemi hagyatékát őrizték.
Grete Häusler (1922-2007), aki 1950-től ismerte Gröninget, alapította meg 1979-ben a Baráti Kört, miután felfigyelt rá, hogy Gröning "módszerének" alkalmazásával továbbra is történnek gyógyulások. A Kör egyesületi formában működik, semmilyen jogi vagy pénzügyi kötöttséget nem rak a tagjaira, akik különféle nézetűek (az összes létező világvallás hívei képviselik magukat a Körben). Az Orvostudományi Szakcsoport (MWF), amely a körön belül működik, a gyógyulások vizsgálatával, dokumentálásával foglalkozik.

## Külső hivatkozások
- Gondolj, beszélj és tegyél jót (szabadsag.ro) Archiválva 2012. április 2-i dátummal a Wayback Machine-ben
- Nálunk is hódít Bruno Gröning „hite” (videó, rtlklub.hu) Archiválva 2013. december 3-i dátummal a Wayback Machine-ben
- Szellemi gyógyulás Bruno Gröning által - Part Viktória és Must Péter beszélgetése (videó, vntv.hu)
- Dokumentumfilm: The Phenomenon Bruno Gröning

1. 1 2  Német Nemzeti Könyvtár: Integrált katalógustár (Németország) (német nyelven). Integrált katalógustár (Németország) . (Hozzáférés: 2014. április 9.)
2. ↑  „Bruno Gröning Freundekreis (BGF) - 2005”, 412–425. o.
3. ↑  Florian Mildenberger (2008). „Heilstrom durch den Kropf” (német nyelven). Sudhoffs Archiv (92), 35–64. o.
4. ↑  Német Nemzeti Könyvtár: Integrált katalógustár (Németország) (német nyelven). Integrált katalógustár (Németország) . (Hozzáférés: 2014. december 30.)